# Iotacismo
El iotacismo o itacismo es una modificación fonética por la cual un fonema cualquiera (generalmente una vocal) se transforma en [i]. Se aplica principalmente al proceso ocurrido en el griego antiguo, en el que un número de vocales y diptongos convergieron en pronunciación para acabar sonando como [i] en griego moderno.

## Etimología
El término iotacismo deriva de la letra griega ι (iota), que en griego antiguo tenía el valor fonético [i]. Aunque en menor medida, se utiliza como sinónimo el término itacismo, derivado de la letra griega η (ēta), pronunciada /ita/ con iotacismo.

## El iotacismo del griego antiguo
El griego antiguo tenía un número mucho mayor de vocales que el griego moderno. Entre los siglos siglo V a. C. y siglo III d. C. el sistema vocálico del griego antiguo se modificó progresivamente debido a la tendencia de ciertas vocales y diptongos a cerrarse cada vez más, hasta que convergieron en el fonema [i]. Por tanto, en griego moderno las vocales o diptongos «ι», «η», «υ», «ει», «οι», «υι» se pronuncian todos como [i]. La siguiente tabla muestra gráficamente los diferentes fonemas del griego antiguo y su evolución en [i]:
| Grafía | Pronunciación antes del iotacismo | Pronunciación después del iotacismo |
| ------ | --------------------------------- | ----------------------------------- |
| η      | [ɛː]                              | [i]                                 |
| υ      | [y]                               | [i]                                 |
| ει     | [eː]                              | [i]                                 |
| οι     | [ɔi]                              | [i]                                 |
| ηι     | [ɛːi]                             | [i]                                 |
| υι     | [yː]                              | [i]                                 |

Este fenómeno, que tuvo lugar en la lengua oral pero que nunca se reflejó oficialmente en la ortografía, dio lugar a diferencias menores o alejamientos de la escritura etimológica en un buen número de documentos antiguos, entre ellos algunas versiones del Nuevo Testamento. El Codex Sinaiticus, del siglo IV d. C., muestra vacilación iotácica, intercambiando la iota simple por épsilon-iota en algunas palabras, y haciendo justo lo contrario en otras ocasiones.